# Hôtel de Suffren
L’hôtel de Suffren est un hôtel particulier situé 40 Cours Mirabeau, à Aix-en-Provence, dans le département des Bouches-du-Rhône.

## Histoire
L'hôtel a appartenu successivement à Esprit d'Arnaud (1648), Louis de Suffren (1674), Sextius de Forbin d'Oppède (1816),  Edouard Honoré Jourdan (1902), Professeur de Droit à la Faculté d'Aix-en-Provence (jusqu'à son décès en 1936).
Le bailli de Suffren y passa son enfance.

## Protection
Ce bâtiment fait l’objet d’une inscription au titre des monuments historiques depuis le 25 mars 1929.